# 알베르토 누녜스 페이호

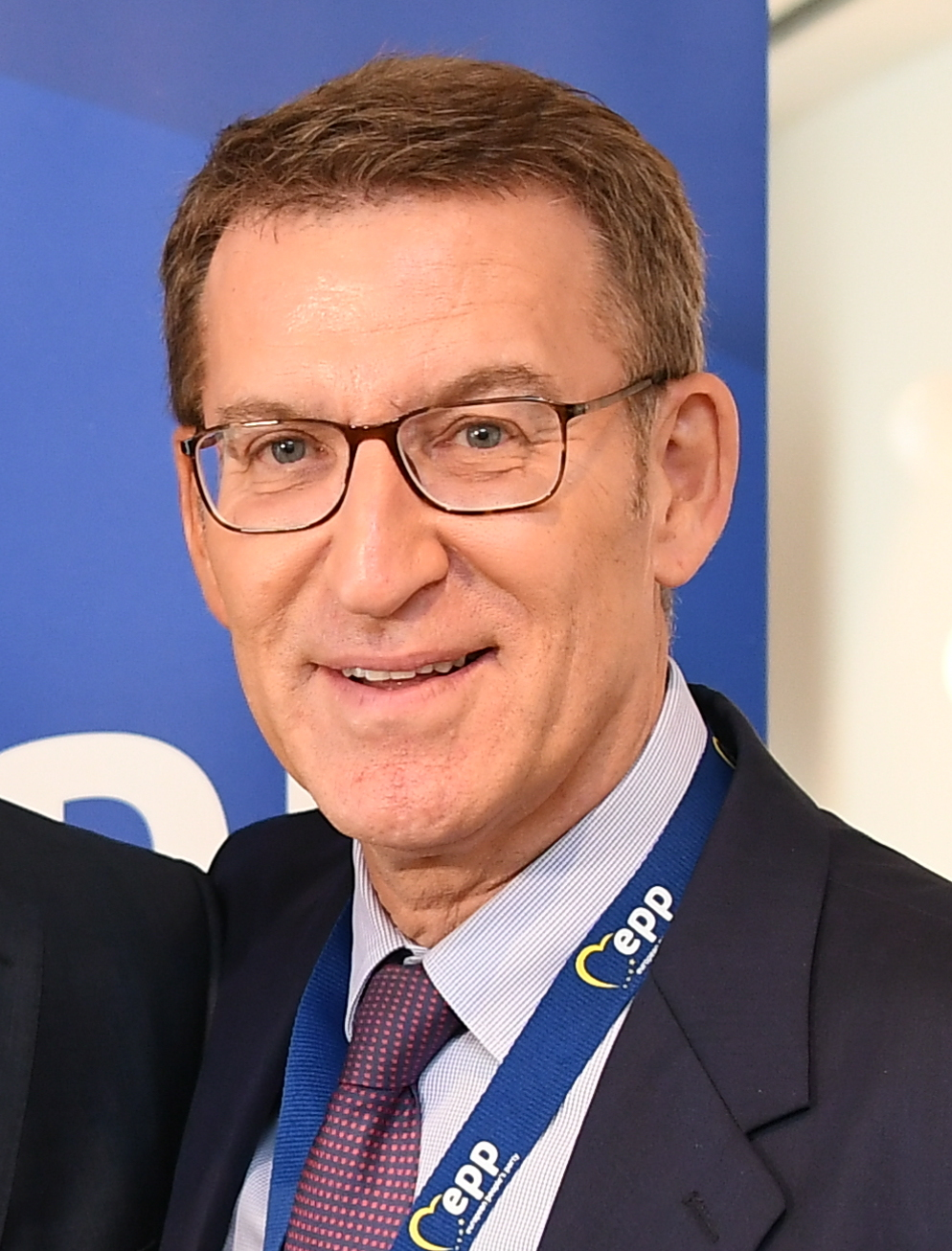

알베르토 누녜스 페이호(스페인어: Alberto Núñez Feijóo, 1961년 9월 10일 ~ )는 스페인 국민당 소속의 정치인이다. 2009년부터 2022년까지는 갈리시아주 자치정부의 수반으로 재임했으며, 2022년 4월 2일 이래로 파블로 카사도의 뒤를 이어 국민당의 당대표를 맡고 있다.

## 같이 보기
- 국민당 (스페인)